# Ctirad Mikeš

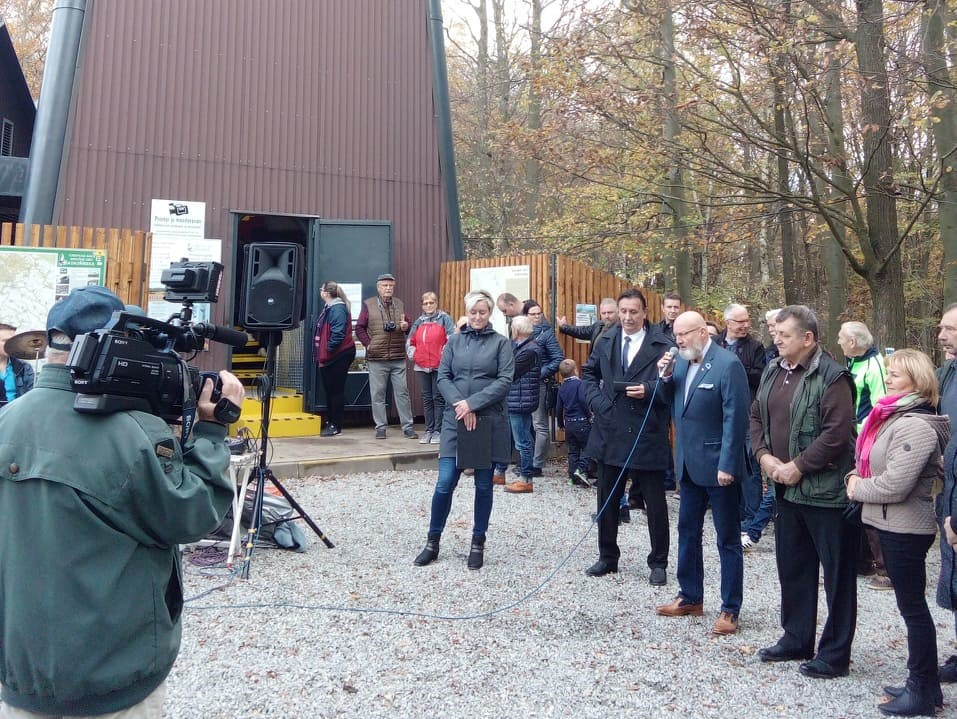
Ctirad Mikeš hovoří dne 28. října 2019 při znovuotevření rozhledny na Vrátenské hoře po rekonstrukci

Ctirad Mikeš (* 29. září 1956 Děčín) je český místní a regionální politik, v letech 2012 až 2022 starosta města Mělník a mezi roky 2016 až 2020 bezpartijní zastupitel Středočeského kraje za STAN. Do srpna 2014 byl členem České strany sociálně demokratické.

## Životopis
Vystudoval Vysokou školu veterinární v Brně. Absolvoval také postgraduální studium na Vysoké škole zemědělské v Praze, stejně jako na Právnické fakultě Univerzity Karlovy v Praze.

### Profesní kariéra
V letech 1982–1986 pracoval na pozici vedoucího odboru v libereckém Státním veterinární ústavu. Dalších sedm let strávil v řídící funkci Koordinačního centra veterinární ekologie pro Českou republiku. Od roku 1993 byl zaměstnancem Magistrátu města Liberec, kde vedl odbor životního prostředí. Po dvou letech přešel do pražského Ústavu ekopolitiky, kde měl na starosti realizaci projektů. Od roku 1997 působil na Městském úřadu v Mělníku ve funkci vedoucího odboru životního prostředí a zemědělství.
Během liberecké etapy života byl několik let šéfem okresního výboru Českého svazu ochránců přírody (1985–1991). Poté byl zvolen místopředsedou Ligy na ochranu zvířat (1991–2002).

### Politická kariéra
V říjnových senátních volbách 2004 byl sociálnědemokratickým nominantem ve volebním obvodu č. 28 Mělník. Se ziskem 3 037 platných hlasů (10,70 %) se v prvním kole umístil na předposlední šesté příčce a do druhé fáze nepostoupil. Z pozice jedenáctého místa středočeské kandidátky ČSSD se neúspěšně ucházel o poslanecký mandát v květnových parlamentních volbách 2010. Umístil se na pátém nepostupovém místě.
Po volbách do zastupitelstev obcí 2010 vznikla v Mělníku vládnoucí koalice ČSSD (2 místa v radě), ODS (3), RADNICE 2010 (1) a Mělničané (1), která měla těsnou většinu 12 z 21 mandátů zastupitelstva. Jako volební lídr sociální demokracie byl na ustavující schůzi 12. listopadu 2010 zvolen starostou města. Během funkčního období řešil povodňovou situaci v červnu 2013, kdy odmítl řízené zatopení části města doporučované vodohospodáři, jež by snížilo tlak na nedostavěnou hráz (v důsledku nehotových hradítek). Její protržení by znamenalo řádově vyšší škody. Rozhodnutí, které nakonec znamenalo ochránění celého města, komentoval slovy: „Šel jsem do obrovského rizika. Ta hráz na to není dimenzovaná a šance, že dojde k protržení, byla jedna ku devíti. … Dva centimetry v mém životě rozhodly o tom, že jsem úspěšný starosta, nebo masový vrah.“
Poté, co jako starosta Mělníka za ČSSD a předseda místní stranické organizace sestavil pro komunální volby 2014 vlastní kandidátku „Mé město“, zaniklo mu v den její registrace členství v sociální demokracii. K situaci uvedl: „Beru to jako přirozený proces, který nastal, a že po 17 letech byla ukončena jedna moje životní etapa.“
Ve volbách do krajských zastupitelstev v roce 2016 byl zvolen do zastupitelstva Středočeského kraje, když kandidoval jako nestraník z 10. místa na kandidátní listině STAN. Ve volbách v roce 2020 již nekandidoval.
Dne 27. května 2017 byl přistižen, když řídil podnapilý a přitom naboural lavičku a budovu úřadu. Na místě odmítl orientační dechovou zkoušku a vyžádal si lékařské vyšetření spojené s odběrem krve. Následně se za své jednání omluvil na webu města. V polovině června 2017 byl Policií ČR v souvislosti s nehodou obviněn z trestného činu řízení pod vlivem alkoholu. V závěru téhož měsíce vyzval zastupitelstvo k hlasování o odvolání z funkce starosty. Z necelé dvacítky přítomných zastupitelů se pro odvolání vyjádřilo sedm a Mikeš tak setrval v úřadě.
Ve volbách do zastupitelstev obcí 2022 získala jím vedená kandidátka Mé město 4 mandáty. Opoziční subjekty ODS a TOP 09 (5 mandátů), ANO 2011 (4 mandáty) a Mělník 2022 s podporou Strany soukromníků (2 mandáty) se rychle dohodly na koaliční spolupráci, když v zastupitelstvu měly těsnou většinu 11 hlasů. Ve funkci starosty jej v říjnu 2022 vystřídal Tomáš Martinec, předseda oblastního sdružení ODS. Ctirad Mikeš se jako opoziční zastupitel vrátil do čela odboru životního prostředí a zemědělství. Pro neslučitelnost funkcí rezignoval na mandát zastupitele k 15. lednu 2023, čímž opustil komunální politiku.

## Ocenění
- pamětní medaile Vysoké školy veterinární Brno[2]
- medaile za zásluhu a rozvoj policajného zboru Slovenskej republiky[2]